# Theodor Legge

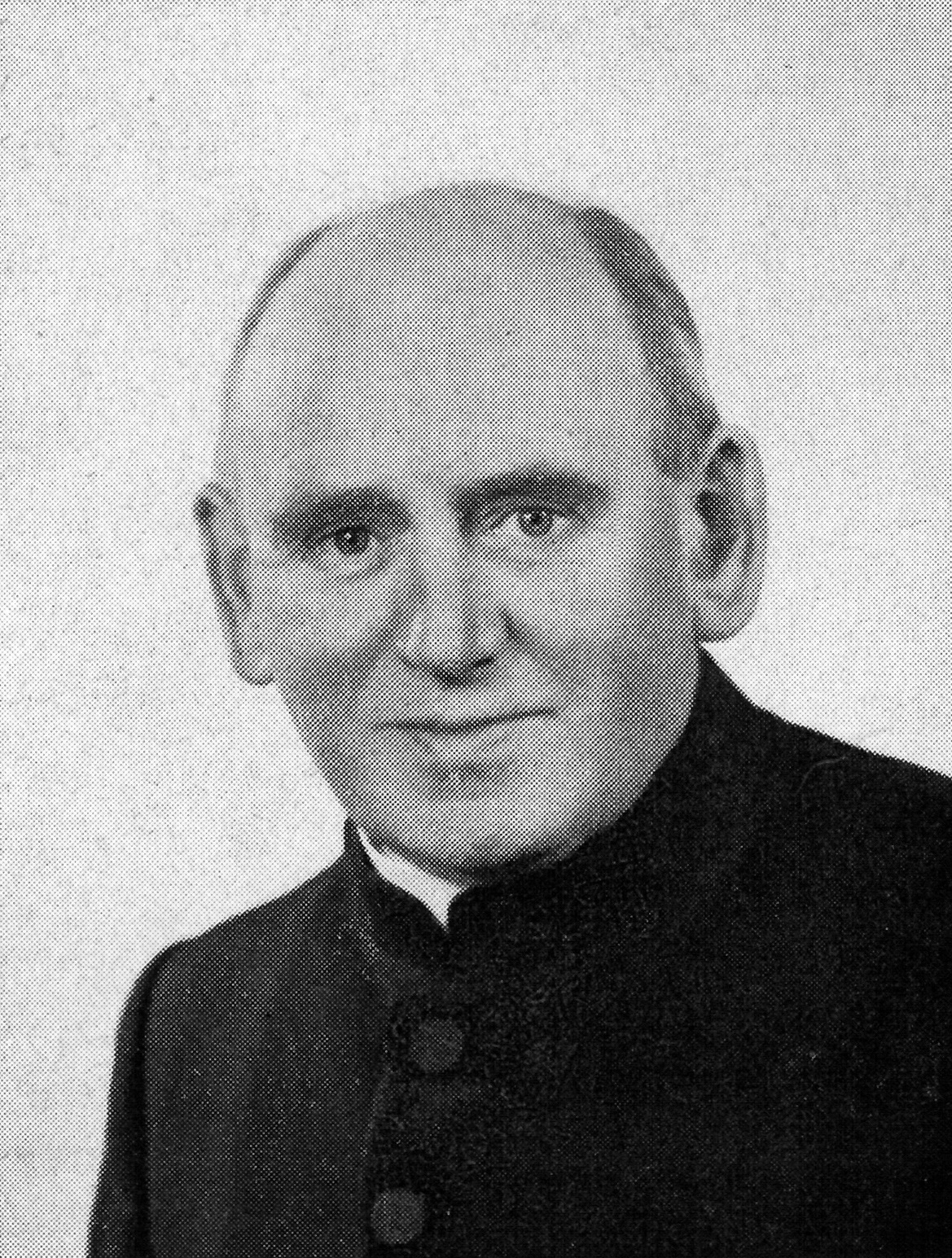
Theodor Legge

Theodor Legge (* 24. Januar 1889 in Brakel; † 24. März 1969 in Arnsberg) war ein deutscher katholischer Theologe, Generalsekretär der Deutschen Katholikentage und des Bistums Meißen sowie Propst in Arnsberg.

## Leben
Er wuchs als drittes von 10 Kindern des Gastwirts und Brauereibesitzers Stephan Legge und seiner Frau Therese, geb. Nolte, in Brakel auf und machte sein Abitur am Gymnasium Marianum in Warburg. Danach studierte er katholische Theologie an der Universität Tübingen. Er war dort Mitglied der katholischen Studentenverbindung AV Guestfalia Tübingen. Es folgte ein Wechsel an die Ludwig-Maximilians-Universität München, wo er mit einer Arbeit zum Thema „Flug- und Streitschriften der Reformationszeit in Westfalen (1523-1583)“ promoviert wurde.
1912 erhielt er seine erste Stelle als Vikar in der Pfarrvikarie Bommern bei Witten. Seine Amtszeit wurde durch seinen Dienst als Divisionspfarrer im Ersten Weltkrieg unterbrochen. 1918 wurde er Pfarrer an der Herz-Jesu-Gemeinde in Paderborn. Zudem wurde er Generalsekretär der deutschen Katholikentage und organisierte 1928 zusammen mit seinem älteren Bruder Petrus Legge den 67. Deutschen Katholikentag in Magdeburg, an dem u. a. Nuntius Eugenio Pacelli, der spätere Papst Pius XII., und der Arbeiterpriester Carl Sonnenschein Reden hielten. 1931 war er zudem Generalsekretär der Akademie der Bonifatius-Einigung in Paderborn. 1932 bestimmte er den Rechtskatholiken Emil Ritter mit der Leitung einer Arbeitsgemeinschaft zu politischen Fragen, welche sich dann „günstig zur DNVP-Mitgliedschaft von Katholiken positionierte“.

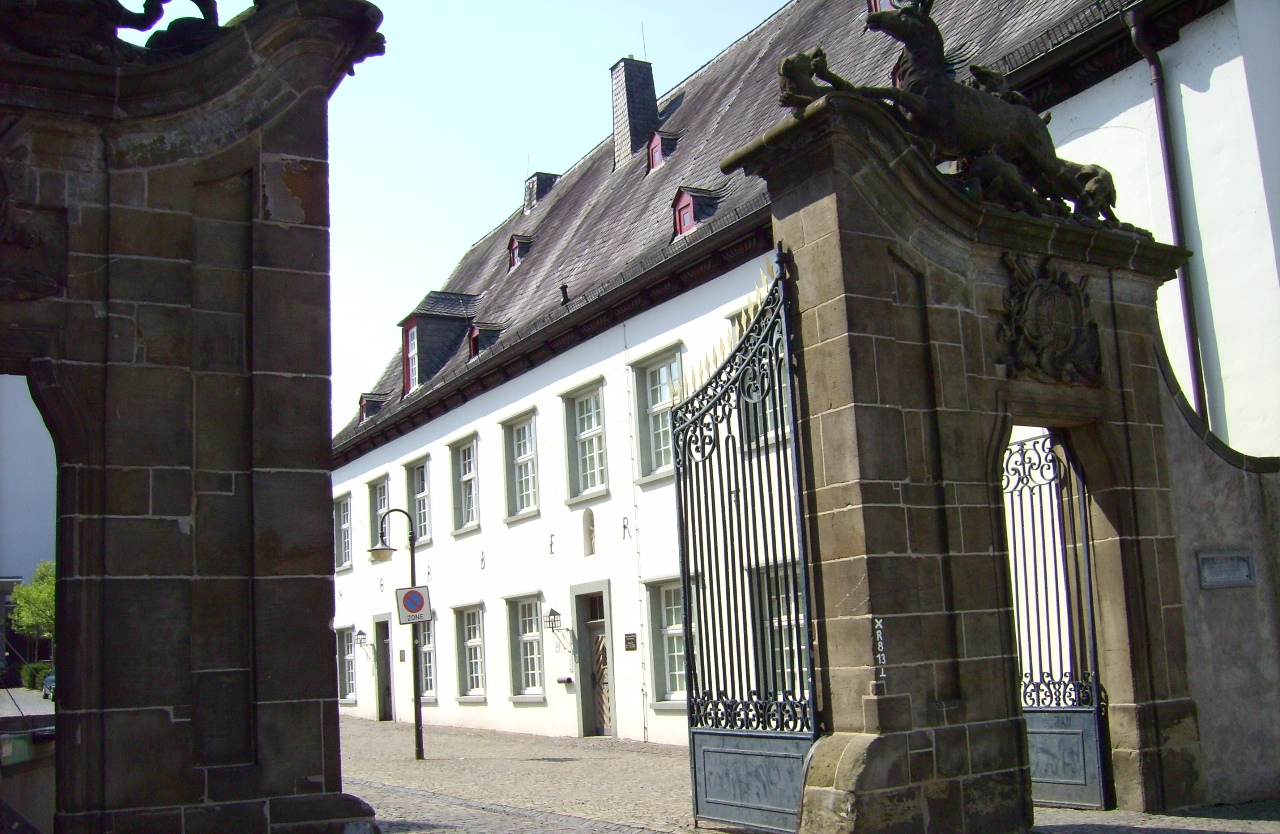
Amts- und Wohnsitz Legges nach 1945, die ehem. Prälatur in Arnsberg

Nachdem sein Bruder Petrus im September 1932 Bischof von Meißen geworden war, wurde Theodor Generalsekretär des Bistums. In dieser Funktion wirkte er bei Transferierung eines hohen Reichsmarkbetrages in die Niederlande mit, der der Rückzahlung eines dort von seinen Amtsvorgängern zur Finanzierung wichtiger Einrichtungen des Bistums aufgenommenen Darlehens diente. Beide wurden am 9. Oktober 1935 verhaftet und in das Untersuchungsgefängnis Moabit eingeliefert. Dort teilte er mit den späteren Bundespräsidenten Heinrich Lübke einige Tage eine Zelle. Es folgte ein Schauprozess am 23. November 1935 von der Strafkammer beim Landgericht Berlin, in dem beide Brüder wegen „fahrlässiger Devisenverschiebung“ verurteilt wurden. Während Petrus Legge eine Geldstrafe von 100.000 Reichsmark zu zahlen hatte und danach für einige Jahre sein Bischofsamt verlor, wurden Theodor vier Jahren Haft auferlegt. „Gnadenhalber“ wurde er jedoch vorzeitig entlassen. Das Gericht hatte als strafmildernd anerkannt, dass Legge sich nicht selbst bereichert, sondern die Transaktionen zugunsten des Bistums unternommen habe. Der Promotionsausschuss der Universität München ließ dagegen keine Gnade walten, sondern teilte Legge im Februar 1939 mit, er habe mit der Tat bewiesen, dass er „trotz seines hohen Bildungsstandes gegenüber den zum Schutz der deutschen Volkswirtschaft erlassenen Gesetzen nicht die moralischen Hemmungen aufgebracht habe, (...) die bereits von jedem Volksgenossen verlangt werden. Daher rechtfertigten die Gründe, die zur gnadenweise Herabsetzung des Strafmaßes führten, nicht auch die Belassung des Doktorgrades.“
Während des Zweiten Weltkrieges war er Rektor des Mutterhauses der Vincentinerinnen in Paderborn, dessen Wiederaufbau er einleitete. Im Dezember 1945 wurde er Propst an der Propstei- und Pfarrkirche St. Laurentius in Arnsberg. Dort setzte er sich nach den Wiederaufbauarbeiten in der Propsteigemeinde und nach Errichtung der Pfarrvikarie Heilig Kreuz für die seelsorgerischen Belange der zur Propsteigemeinde gehörenden Katholiken im neuen Stadtteil Gierskämpen ein. 1962 wurde zunächst ein Gelände im Alten Feld zur Errichtung eines Gemeindezentrums erworben. Im Oktober 1964 wurde eine alte Wehrmachtsbaracke in Gierskämpen angemietet und dort eine Notkapelle geschaffen, aus der später die Gemeinde St. Norbertus entstand. Weihnachten 1964 wurde dort die erste Messe gefeiert. Danach ging Legge in den Ruhestand. 1965 wurde Clemens Brüggemann als neuer Propst von Arnsberg berufen.

## Auszeichnungen
- Ernennung als Päpstlicher Hausprälat
- 1965: Großes Bundesverdienstkreuz
- Der Propst-Legge-Weg in Arnsberg wurde nach ihm benannt.

## Schriften
- Flug- und Streitschriften der Reformationszeit in Westfalen (1523–1583), in: Ausgaben 58–59 von Reformationsgeschichtliche Studien und Texte, Verlag Aschendorffsche Verlagsbuchhandlung,  Paderborn 1933, 235 S.